# ريتشارد بنسون (كاتب)
ريتشارد بنسون (بالإيطالية: Richard Benson)‏ هو مقدم برامج إذاعية ومقدم تلفزيوني وكاتب سيناريو إيطالي، ولد في 10 مارس 1955 في ووكينغ في المملكة المتحدة.

## وصلات خارجية
- ريتشارد بينسون على موقع IMDb (الإنجليزية)
- ريتشارد بينسون على موقع ميوزك برينز (الإنجليزية)
- ريتشارد بينسون على موقع ديسكوغز (الإنجليزية)